# 상드라 사신
상드라 사신(프랑스어: Sandra Sassine, 1979년 9월 28일 ~ )은 캐나다의 펜싱 선수이다. 퀘벡주 시부가모 출신이다.
2008년 하계 올림픽의 여자 사브르 개인전과 단체전에, 2012년 하계 올림픽에서는 여자 사브르 개인전에 출전하였다. 2008년 하계 올림픽의 여자 사브르 개인전 당시 블루 피스트에서 경기를 치루었다. 64강전에서 남아프리카 공화국의 엘비라 우드를 15-2로 꺾었으나, 32강전에서 나중에 금메달을 획득한 매리얼 재거니스에게 패하였다. 같은 대회의 단체전에서 캐나다 대표팀은 7위로 마감하였다.